# Jacques Busquet
Jacques Busquet es un deportista francés que compitió en vela en la clase Finn. Ganó una medalla de plata en el Campeonato Europeo de Finn de 1974.

## Palmarés internacional
| Campeonato Europeo | Campeonato Europeo | Campeonato Europeo | Campeonato Europeo |
| Año                | Lugar              | Medalla            | Clase              |
| ------------------ | ------------------ | ------------------ | ------------------ |
| 1974               | Niendorf (RFA)     | Medalla de plata   | Finn               |